# Francesco Robba
Francesco Robba (né le 1er mai 1698 à Venise et mort le 24 janvier 1757 à Zagreb) est un sculpteur vénitien de la période baroque.

## Biographie
Francesco Robba reçoit sa formation dans l'atelier du sculpteur vénitien Pietro Baratta de 1711 à 1716. Cette même année, il se rend à Ljubljana pour travailler avec le maître Luka Mislej, dont il épouse la fille Theresa en 1722.
Dans sa première période, ses statues de marbre et ses bas-reliefs traduisent encore l'influence de Pietro Baratta. Quand Mislej meurt en 1727, Robba reprend son atelier et sa clientèle. Il acquiert une certaine notoriété, qui lui permet d'obtenir des commandes de la part d'ecclésiastiques, d'aristocrates et de bourgeois.
En 1729, son travail est l'objet de louanges dans une lettre du recteur du Collège jésuite de Zagreb, Francesco Saverio Barci, adressée au prince Emmerich Esterházy, archevêque d'Esztergom.
À partir de 1730, sa virtuosité technique lui permet, à travers les formes raffinées de ses statues, d'exprimer des émotions.
Reconnu par les habitants de Ljubljana comme « citoyen d'honneur » de la ville, en 1743, il est élu au Conseil extérieur de la ville.
En 1745, Francesco Robba est nommé « ingénieur d'État » de la Carniole. Pendant tout ce temps, il ne perd jamais contact avec Venise, et il effectue de fréquents séjours dans sa ville natale. Cela lui permet de rester en contact avec la sculpture baroque de l'Italie centrale et de Rome.
En 1755, il quitte Ljubljana pour s'installer à Zagreb, où il meurt, à l'âge de 58 ans, le 24 janvier 1757.

## Œuvres

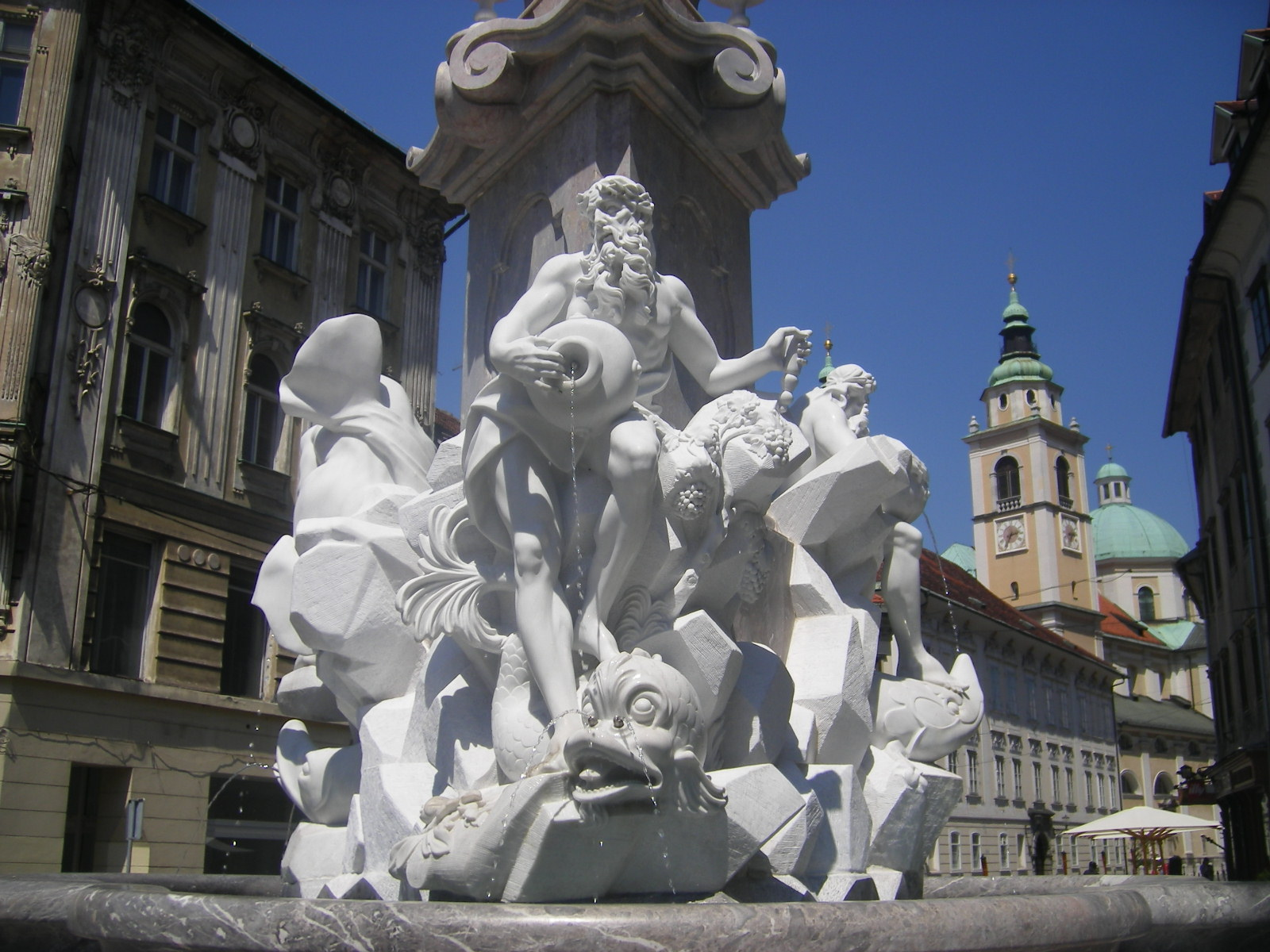
détail de la fontaine.

L’œuvre la plus célèbre de Francesco Robba est la Fontaine Robba, ou « Fontaine des Trois Fleuves de la Carniole », à Ljubljana, qu'il réalise en 1751. Elle représente les cours d'eau Ljubljanica, Save et Krka. Il s'est inspiré de la Fontaine des Quatre Fleuves de la Piazza Navona du Bernin, vue lors d'un séjour qu'il fit à Rome.
Parmi ses autres œuvres se trouvent, à Ljubljana, la Fontaine de Narcisse, l'autel et les statues (1736) de l'église Saint-Jacques, un autel dans la cathédrale Saint-Nicolas, un autel dans l'église franciscaine de l'Annonciation et des autres statues dans les chapelles de S. Ignace et de la Vierge Marie dans la cathédrale de Klagenfurt, en Autriche (1725-6).